# Кожухов Володимир Анатолійович
Володимир Анатолійович Кожухов (нар. 2 лютого 1936, Київ, УРСР — пом. 14 березня 2014, Київ, Україна) — радянський футболіст-аматор та український футбольний тренер.

## Кар'єра гравця
Виступав у шкільних збірних УРСР і Києва, а також збірній залізничників СРСР. Чемпіон та володар Кубку Кєєва. До 34-річного віку виступав за київський «Локомотив».

## Кар'єра тренера
Кар'єру тренера розпочав по завершенні кар'єри гравця. Спочатку допомагав тренувати краматорський «Авангард». Потім працював у Київському інституті фізичного виховання, а з 1973 по 1979 рік очолював кафедру футболу в Інституті. Майже 20 років читав в інституті лекції з футболу. Тренував юнацьку збірну УРСР. У 1990 році разом з Валерієм Лобановським поїхав до Об’єднаних Арабських Еміратів, де протягом восьми років проходив практику як тренер-викладач. Під його керівництвом дубайський клуб «Аль-Аглі» досяг значних успіхів у національних та регіональних змаганнях. У 2000 році долучився до розвитку футболу на Київщині. Став першим професіональним тренером аматорської команди «Діназ» (Вишгород). У січні 2002 року його запросили до складу тренерського штабу бориспільського «Борисфену». У квітні 2002 року працював головним тренером «Борисфена». Після приходу нового тренера Олександр Рябоконя залишився працювати у тренерському штабі бориспільського клубу. Потім очолював аматорську команду «Грань» (Бузова). Працював у відділі науково-методичного забезпечення в навчально-тренувальному процесі Київської обласної асоціації футболу.
14 березня 2014 року помер у Києві у віці 78 років.

## Відзнаки
- Медаль Федерації футболу України «За заслуги перед українським футболом»
- Медаль Київської обласної асоціації футболу «За заслуги 2-о класу»
- Почесна грамота Спортивного комітету СРСР